# Gutenburg
Gutenburg (toponimo tedesco) è una frazione di 119 abitanti del comune svizzero di Madiswil, nel Canton Berna (regione dell'Emmental-Alta Argovia, circondario dell'Alta Argovia).

## Storia

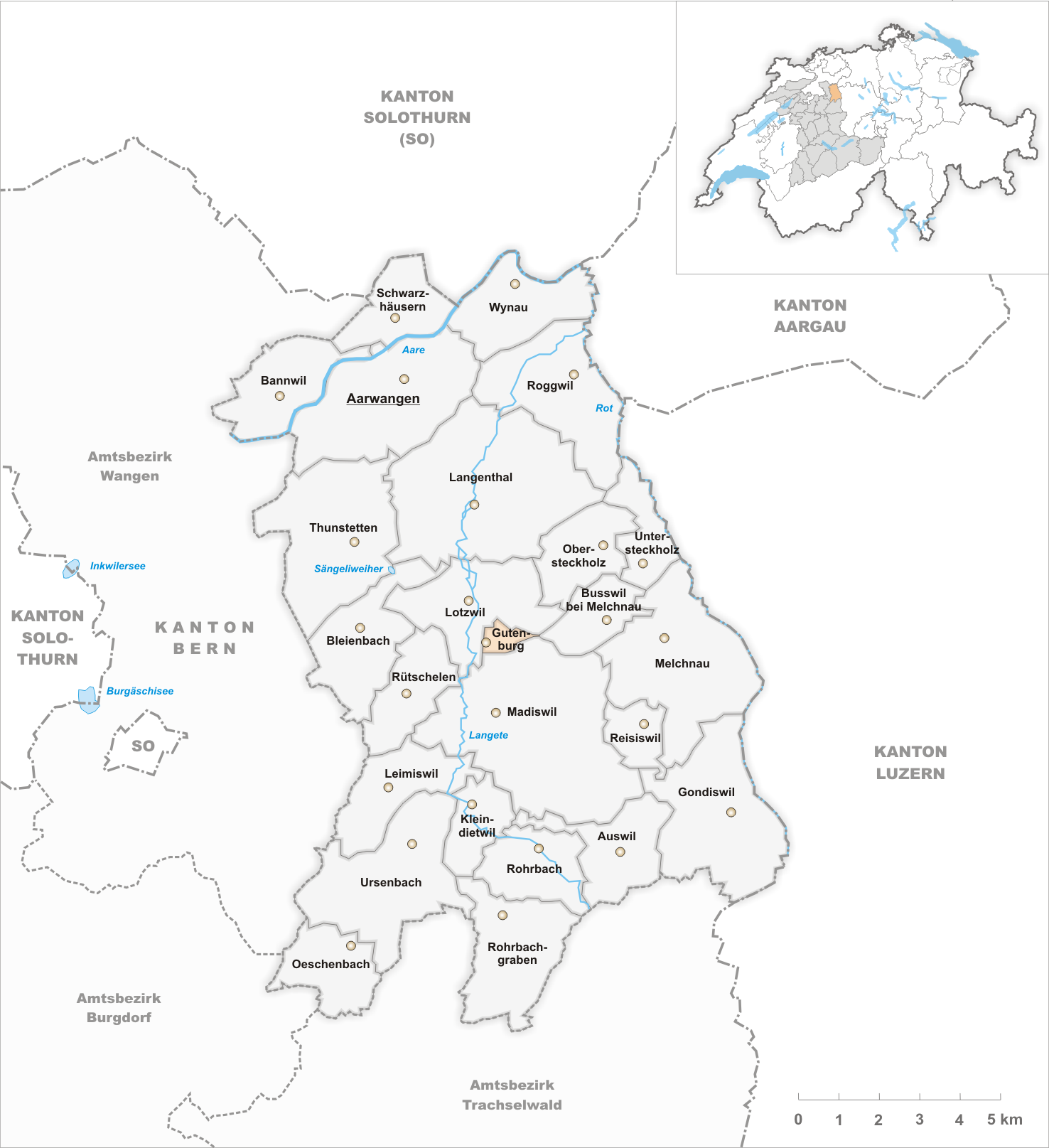
Il territorio del comune di Gutenburg prima degli accorpamenti comunali del 2007

Già comune autonomo appartenente al distretto di Aarwangen, si estendeva per 0,6 km²; il 1º gennaio 2007 è stato accorpato a Madiswil.

## Società

### Evoluzione demografica
L'evoluzione demografica è riportata nella seguente tabella:
Abitanti censiti

## Infrastrutture e trasporti
Gutenburg è servito dall'omonima stazione sulla ferrovia Langenthal-Huttwil.

## Amministrazione
Ogni famiglia originaria del luogo fa parte del cosiddetto comune patriziale e ha la responsabilità della manutenzione di ogni bene ricadente all'interno dei confini del comune.